# ديريك هاندلي
ديريك هاندلي (بالإنجليزية: Derek Handley) هو شخصية أعمال نيوزيلندي، ولد في 1978.